# Abdullah bin Khalifastadion
Het Abdullah bin Khalifastadion is een multifunctioneel stadion in Doha, een stad in Qatar. In het stadion is plaats voor 10.221 toeschouwers. 

## Bouw en opening
De bouw van het stadion begon in september 2011 en duurde tot januari 2013. In mei 2013 was de eerste fase van de bouw klaar. De officiële opening was op 15 februari 2013 met een wedstrijd tussen de thuisclub Al-Duhail SC en Al-Khor, de wedstrijd eindigde in 1–1. 

## Gebruik
Het stadion werd gebruikt voor het West-Aziatisch kampioenschap voetbal 2014, dat toernooi werd van 25 december 2013 tot en met 7 januari 2014 in Qatar gespeeld en in dit stadion waren 5 wedstrijden. Het stadion wordt vooral gebruikt voor voetbalwedstrijden, de voetbalclub Al-Duhail SC maakt gebruik van dit stadion. In 2019 werden er hier wedstrijden gespeeld op de Golf Cup of Nations 2019.

### Aziatisch kampioenschap voetbal 2023
Tijdens het Aziatisch kampioenschap voetbal worden er zeven wedstrijden in dit stadion gespeeld, zes groepswedstrijden en een achtste finale.
| Datum           | Tijd  | Thuisteam | Uitslag | Uitteam      | Competitie     | Toeschouwers | Onderlingsresultaat |
| --------------- | ----- | --------- | ------- | ------------ | -------------- | ------------ | ------------------- |
| 13 januari 2024 | 17:30 | China     | 0–0     | Tadzjikistan | Groepsfase     | 4.001        | onderling resultaat |
| 16 januari 2024 | 17:30 | Thailand  | 2–0     | Kirgizië     | Groepsfase     | 4.530        | onderling resultaat |
| 19 januari 2024 | 17:30 | Vietnam   | 0–1     | Indonesië    | Groepsfase     | 7.253        | onderling resultaat |
| 21 januari 2024 | 17:30 | Oman      | 0–0     | Thailand     | Groepsfase     | 6.340        | onderling resultaat |
| 23 januari 2024 | 18:00 | Hongkong  | 0–3     | Palestina    | Groepsfase     | 6.568        | onderling resultaat |
| 25 januari 2024 | 18:00 | Kirgizië  | 1–1     | Oman         | Groepsfase     | 6.231        | onderling resultaat |
| 30 januari 2024 | 19:00 | Iran      | 1–1     | Syrië        | Achtste finale | 8.720        | onderling resultaat |